# ウィリアム・F・ディーン
ウィリアム・F・ディーン（全名: ウィリアム・フリーシ・ディーン・シニア、英: William Frishe Dean, Sr.、1899年8月1日 ‐ 1981年8月24日）は第二次世界大戦と朝鮮戦争に従軍したアメリカの陸軍軍人。最終階級は陸軍中将。イリノイ州カーライル出身。朝鮮戦争の劈頭、陸軍少将・第24歩兵師団長として北朝鮮軍と戦い、自ら陣頭に立って敵戦車を撃破し続ける武功を挙げるも、北朝鮮軍の捕虜となり、休戦の成立まで北朝鮮に抑留された。朝鮮戦争で捕虜となったアメリカ軍人の中で最も階級が高かった。名誉勲章受章。

## 経歴
カリフォルニア大学バークレー校に進み、1920年に予備役将校訓練課程を修了、1921年にカリフォルニア州州兵少尉に任じられた。1922年にカリフォルニア大学バークレー校を卒業後、1923年10月にアメリカ陸軍に入り、1942年には准将、1943年には少将に昇進した。
第二次世界大戦では第44歩兵師団長として南ドイツとオーストリアでドイツ第19軍と戦い3万人を捕虜とした。この戦功により殊勲十字章を授与された。戦後、アメリカ本国に戻ったが、1947年10月に南朝鮮に赴任した。1949年10月に第24歩兵師団長となった。同師団は日本の小倉市（現・北九州市）に駐屯していた。
1950年6月に朝鮮戦争が始まると、第24歩兵師団は同年7月に南朝鮮に渡って戦闘加入した。しかし、北朝鮮軍の猛攻により同師団は大きな損害を受けた。厳しい戦況の中で、師団長のディーン自らがM20スーパーバズーカを担いで北朝鮮軍の戦車を撃破し、兵士たちに新兵器の威力を示し、士気を鼓舞した。さらには手榴弾で北朝鮮軍のT-34戦車に肉薄攻撃をして撃破している。大田の戦いでディーンが撃破したT-34戦車は、1977年まで記念碑として大田広域市で展示されていた。
ディーンの奮戦にもかかわらず、第24師団は敵の急速な進撃を阻止することができなかった。7月末に第24歩兵師団が壊滅すると、単独となったディーンは、日中は森に隠れ、夜間にゲリラ活動を繰り返して1か月以上も持久戦を続けたが、1950年8月25日に北朝鮮の捕虜となった。ディーンは1953年9月4日に解放されるまで、最高位の軍人として、北朝鮮に抑留されていた。
1951年1月9日、大田の戦いでのディーンの奮戦に対し、ハリー・トルーマン大統領からディーンの留守家族に名誉勲章が贈られた（この時点で、ディーンは行方不明者と扱われていた）。同年12月18日、ベルギーの新聞の特派員であるオーストラリア人ジャーナリスト、ウィルフレッド・バーチェットによってディーンが北朝鮮の捕虜となって生存していることが報じられた。
捕虜となったディーンは仁川上陸作戦（1950年9月）の計画を知っており、北朝鮮の尋問で白状させられてしまうことを恐れ、自殺を考えたという。ディーンには拷問こそ加えられなかったものの72時間に渡る尋問が行われた。1953年にアメリカに帰国したディーンはヒーローとして歓迎されたが、自分はヒーローではなくまさに一歩兵であった、と語った。
帰国して3ヵ月後、ディーンはサンフランシスコ近郊のEn:Presidio of San Franciscoに司令部を置く第6軍の副司令官に就任した。陸軍中将に昇進したディーンは、1955年10月31日に56歳で退役した。
82歳で死去し、サンフランシスコにある国立墓地に葬られた。

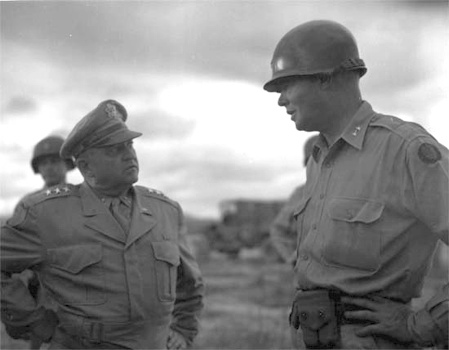
ウォルトン・ウォーカー（左）とディーン
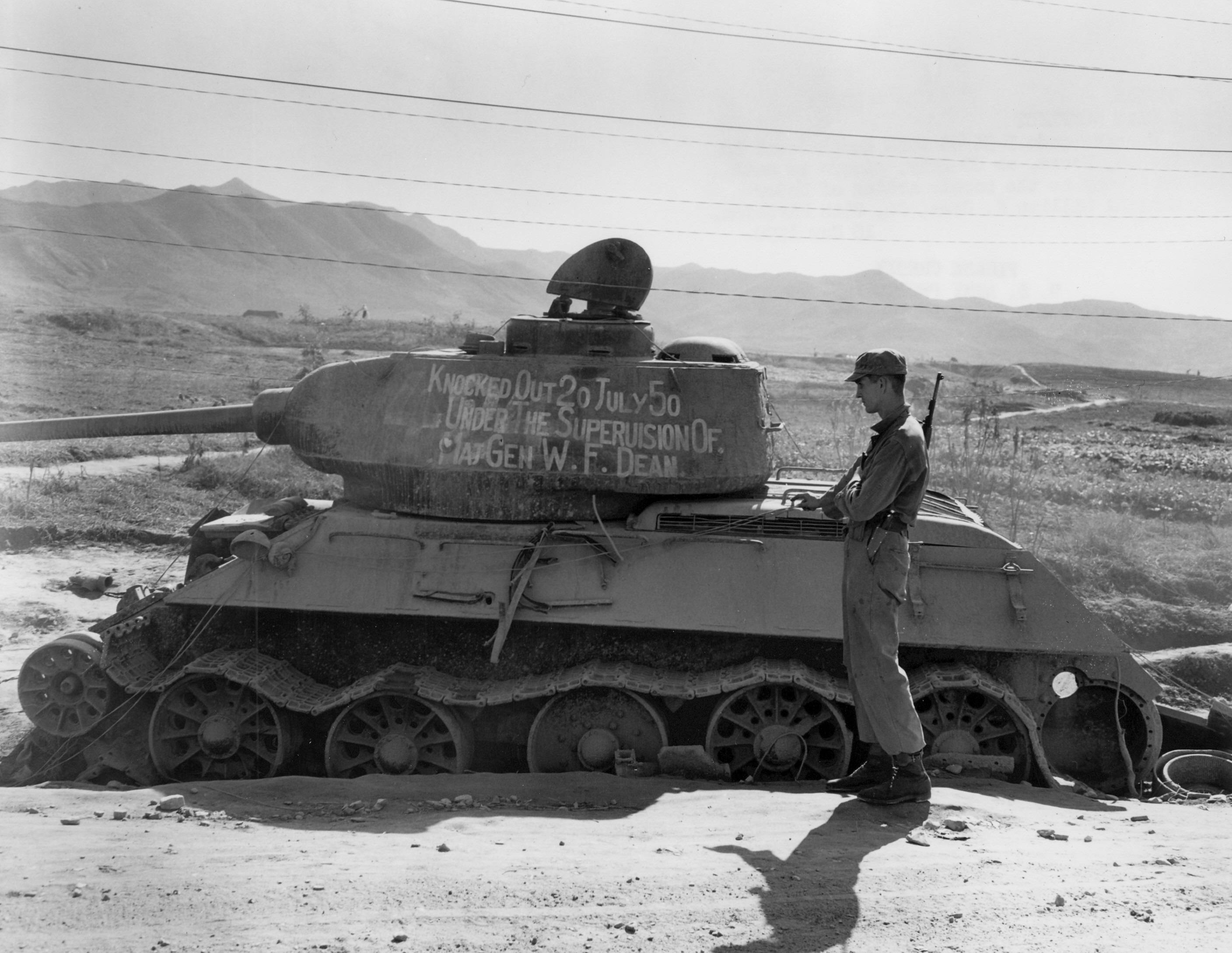
第24歩兵師団のウィリアム・F・ディーン将軍自らが M20スーパー・バズーカで撃破した北朝鮮軍のT-34-85